# Gemeinschaftsgeschmacksmuster
Das Gemeinschaftsgeschmacksmuster ist ein gewerbliches Schutzrecht der Europäischen Union und ähnelt dem eingetragenen Design in Deutschland.
Geschützt wird die Erscheinungsform eines Erzeugnisses oder eines Teils davon, die sich insbesondere aus den Merkmalen der Linien, Konturen, Farben, der Gestalt, Oberflächenstruktur, der Werkstoffe des Erzeugnisses selbst und seiner Verzierung ergibt. Es muss eine Eigenart aufweisen.
Das Gemeinschaftsgeschmacksmuster wird seit dem 1. April 2003 durch die Europäische Union erteilt. Es kann durch eine Anmeldung beim Amt der Europäischen Union für Geistiges Eigentum (kurz EUIPO) in Alicante für Kosten in Höhe von etwa 350 € erlangt werden. Die Anmeldung kann auch beim Deutschen Patent- und Markenamt zur gebührenpflichtigen Weiterleitung eingereicht werden.
Die Verordnung (EG) Nr. 6/2002 des Rates vom 12. Dezember 2001 über das Gemeinschaftsgeschmacksmuster (GGV) ist die rechtliche Grundlage zum Schutz des Gemeinschaftsgeschmacksmusters.
Nach Eintragung durch das Amt wird ein Geschmacksmuster, für einen Zeitraum von fünf Jahren, beginnend mit dem Anmeldetag durch ein eingetragenes Gemeinschaftsgeschmacksmuster geschützt. Der Rechtsinhaber kann die Schutzdauer einmal oder mehrmals um einen Zeitraum von jeweils fünf Jahren bis zu einer Gesamtlaufzeit von 25 Jahren ab dem Anmeldetag verlängern lassen.

## Nicht eingetragenes Gemeinschaftsgeschmacksmuster
Neben dem Gemeinschaftsgeschmacksmuster, das beim Amt der Europäischen Union für geistiges Eigentum (kurz: EUIPO) in Alicante eingetragen werden muss, sind durch die GGV aber auch nicht eingetragene Gemeinschaftsgeschmacksmuster geschützt. Das nicht eingetragene Gemeinschaftsgeschmacksmuster erhält allein durch die Offenbarung gegenüber der Öffentlichkeit Schutz gegen Nachahmung, doch trägt der Inhaber die Beweislast dafür, dass das Muster tatsächlich dem Schutz unterfällt. Der Schutz des nicht eingetragenen Gemeinschaftsgeschmacksmusters währt drei Jahre. Voraussetzung für den Schutz ohne Eintragung ist, dass das Muster im Zeitpunkt der Offenbarung neu ist und Eigenart aufweist.
Aufgrund der Beweislast ist die Offenbarung entweder in einem physischen Medium oder auf einem Online-Portal mit Modifikationssperre ratsam. Es existieren mehrere derartige Portale, die überwiegend kostenpflichtig aber auch kostenfrei auf das nicht eingetragene Gemeinschaftsgeschmacksmuster optimierte Offenbarungen anbieten.
Kommt es zum Prozess wegen Verletzung eines nicht eingetragenen Gemeinschaftsgeschmacksmusters, ist es zurzeit noch unklar, wie der Beklagte sich gegen eine solche Verletzungsklage wehren kann, denn die verschiedenen Sprachfassungen der Verordnung lassen Zweifel, ob der Beklagte Widerklage erheben muss, oder ob eine Einrede genügt. Naheliegender ist, dass lediglich eine Einrede gemeint war, denn eine Widerklage hätte Wirkung erga omnes, also gegenüber allen, nicht nur dem Kläger, was angesichts der kurzen Schutzdauer von drei Jahren unmäßig erscheint.

## Schutzumfang
Anders als im Markenrecht beschränkt sich der Schutz nicht nur auf bestimmte Waren oder Dienstleistungen (markenmäßige Benutzung), der Inhaber eines Gemeinschaftsgeschmacksmuster kann vielmehr gegen jede gewerbliche Nutzung des geschützten Musters vorgehen. Dies erlangt insbesondere bei der Nutzung von Zeichen, also graphischen Symbolen oder Logos, Bedeutung, die damit gewissermaßen „monopolisiert“ werden.
Beim Kriterium der Neuheit kommt es nicht darauf an, wo das Muster zum ersten Mal öffentlich gemacht wurde. Entscheidend ist eher, ob davon auszugehen ist, dass entsprechende Fachkreise innerhalb der Europäischen Union die Offenbarung, z. B. die Neueinführung eines Produktes in den USA, zur Kenntnis genommen haben. Problematisch ist dabei unter Umständen, dass der Schutz mit Offenbarung in der EU beginnt – ein Muster, das zu diesem Zeitpunkt aber wegen einer früheren Veröffentlichung, z. B. in den USA, nicht mehr neu war, ist dann nicht mehr schutzfähig.

## Grundlegende Entscheidungen
- BGH I ZR 151/02 – Jeans, Urteil vom 15. September 2005 online
- BGH I ZR 151/02 – Jeans II, Beschluss vom 19. Januar 2006 online